# Giro d'Italia 2009
Giro d'Italia 2009 var den 92. udgave af Giro d'Italia, en af cykelsportens Grand Tours. Løbet blev kørt fra 9. til 31. maj 2009, og markerede 100-års-jubilæet for løbets første udgave. Der blev kørt en rute, der startede i Venedig og sluttede i Rom., 22 hold kørte 21 etaper.
Giroen blev kørt på en unik rute gennem Italien, der førte feltet til flere byer, der har haft stor betydning for italiensk cykelsport. Selvom ruten ikke indeholdt nogen kendte stigninger, viste de mange stigninger i løbets anden og tredje uge sig som uventet hårde. 10. og 16. etape blev begge kaldt løbets kongeetaper, da de begge indeholdt flere svære stigninger.
Rytterne protesterede under løbets niende etape, et criterium i Milano. Protesten omhandlede officielt den overordnede sikkerhed i løbet, og blev startet på grund af de livstruende skader, Pedro Horrillo pådrog sig dagen før. Rytterne nægtede at konkurrere på etapen i protest, på nær spurten ved målstregen – en beslutning, der skulle vise sig at være kontroversiel hos organisatører og fans.
Denis Mensjov vandt løbet efter at have taget føringen på 12. etapes lange enkeltstart og forsvaret sig mod angreb fra den nærmeste konkurrent, Danilo Di Luca, på den sidste uges bjergetaper. Di Luca blev toer, 41 sekunder efter vinderen, og vandt maglia ciclamino som vinder af pointkonkurrencen. Efter Giroen blev både han og vinderen af tredjepladsen, Franco Pellizotti, involveret i dopingskandaler, tildelt karantæner og frataget deres resultater.

## Hold
22 hold startede i Giroen. Disse inkluderede femten ProTour-hold og syv professionelle kontinental-hold. Tre ProTour-hold ønskede ikke at deltage, og blev derfor ikke inviteret: Cofidis, Euskaltel-Euskadi og Française des Jeux. Tilsvarende nægtede organisatørerne oprindeligt at invitere Fuji-Servetto, men ændrede denne beslutning 23. april, hvor de blev inviteret som Giroens 22. og sidste hold. Hvert hold sendte en trup på ni ryttere, så Giroen startede med et felt på 198 ryttere,
De 22 hold, der deltog i løbet, var:
| - Acqua & Sapone-Caffè Mokambo - Ag2r-La Mondiale - Astana Pro Team - Barloworld - Bbox Bouygues Télécom - Caisse d'Epargne - Cervélo TestTeam - Diquigiovanni-Androni | - Fuji-Servetto - Garmin-Slipstream - ISD - Lampre-N.G.C. - Liquigas - L.P.R. Brakes-Farnese Vini - Quick Step | - Rabobank - Silence-Lotto - Team Columbia-High Road - Team Katusha - Team Milram - Team Saxo Bank - Xacobeo-Galicia |

## Forhåndsfavoritter
Vinderen fra 2008, Alberto Contador, var ikke med på Astana-holdet, idet han valgte ikke at forsvare sin sejr, men holdets trup indeholdt dog Lance Armstrong, en syvfoldig vinder af Tour de France, der for nylig var kommet tilbage fra sin pension. Selvom han var tvivlsom til starten efter styrtet på første etape af Vuelta a Castilla y León, hvor han brækkede kravebenet, annoncerede Armstrong 16. april at han ville køre Giroen, selvom han skulle opereres for sin skade. Silence-Lotto-stjernen Cadel Evans blev oprindeligt annonceret som deltager i Giroen, men kort efter meldte han ud, at han ikke ville køre, og han anklagede RCS Sport (løbets organisatører) for at misbruge hans navn for at promovere begivenheden. Contador og Evans valgte begge at fokusere på Tour de France senere på sæsonen.
Mange ryttere blev udnævnt til favoritter, blandt andet Ivan Basso, Levi Leipheimer, Armstrong, Damiano Cunego, Carlos Sastre, Gilberto Simoni, Danilo Di Luca, Marzio Bruseghin, and Denis Mensjov. Før hans kravebensskade blev Armstrong opfattet som den stærkeste favorit, og det blev nævnt, at de tre enkeltstarter – blandt andet en usædvanlig lang midt i løbet – var til hans fordel. Analyser før løbet beskrev, at Armstrong – i sin bedste form – var en rytter, der højst sandsynligt ville drage fordel af så lang en enkeltstart i Giroen.
Den tidligere vinder Stefano Garzelli udnævnte Leipheimer som favorit, ligesom mange andre amerikanske medier gjorde det. Armstrong opfattede Basso som favorit da han talte om Giroen i december 2008. Andre medier nævnte også Basso som løbets favorit.
Kun få etaper forventedes at slutte med en massespurt, med mindre et udbrud kunne holde hjem. Blandt løbets sprintere kan nævnes Mark Cavendish, Alessandro Petacchi, Allan Davis, Filippo Pozzato, Robert Hunter, Robert Förster, Tyler Farrar, Juan José Haedo og Oscar Gatto.

## Rute og etaper
Den første Giro d'Italia blev kørt i 1909, og 2009-ruten blev designet til at hylde 100-års-jubilæet, selvom afbrydelser på grund af første og anden verdenskrig betød, det kun var den 92. udgave af løbet. I Milano, hvor løbet i flere år havde sluttet, lå et ti omgange langt criterium på samme rundstrækning, hvor den første Giro d'Italia startede. Alle byder, der var vært for en etapestart eller -afslutning blev besøgt i 2009 – undtagen Genova, selvom Arenzano (i Genova-provinsen) var vært for 11. etapes afslutning. 11. etape gik også over Passo del Turchino, en stigning der bruges hvert år i klassikeren Milano-Sanremo.
Tiende etape blev designet til at ligne 17. etape af Giro d'Italia 1949, der blev vundet af den italienske cykellegende Fausto Coppi på hans vej til den samlede sejr. Den rute indeholdt oprindeligt Col d'Izoard, en stigning i Frankrig der flere gange har været med i Tour de France. Organisatørerne blev dog nødt til at ændre denne etape til kun at dække den italienske side af Alperne uden et besøg i Frankrig, da der var betænkeligheder ved tilgængeligheden af radiokommunikation i området. Desuden var der risiko for jordskred på vejene. Etapen blev efterfølgende længere end oprindeligt planlagt, med en ekstra kortere stigning. 10. og 16. etape, hvoraf den sidste gik over Monte Petrano og to andre kategori 1-stigninger, blev begge kaldt løbets kongeetaper.
Ruten modtog en lille mængde kritik for ikke at indeholde nogen kendte og specielt svære stigninger som Passo del Mortirolo eller Monte Zoncolan, for i stedet at have etaper med flere blødere stigninger. Løbsdirektør Angelo Zomegnan besvarede kritikken med ordene "Jeg vil ikke følge den filosofi, der siger, at udvælgelsen af stigninger skal afgøres af deres navne."
De 21 etaper af Giro d'Italia 2009 blev inddelt i fem kategorier: en holdtidskørsel, syv flade etaper, fire kuperede etaper, syv bjergetaper og to enkeltstarter. Etapens type kombineret med vinderens gennemsnitsfart afgjorde, hvor lang tid hver rytter blev tilladt at slutte etapen senere end vinderen for ikke at blive elimineret fra løbet.
| Etape | Dato    | Rute                                       | Distance | Type     | Type           | Vinder                     |          |
| ----- | ------- | ------------------------------------------ | -------- | -------- | -------------- | -------------------------- | -------- |
| 1     | 9. maj  | Lido (Venedig)                             | 20,5 km  |          | Holdtidskørsel | Team Columbia-High Road    |          |
| 2     | 10. maj | Jesolo til Trieste                         | 156 km   |          | Flad etape     | Alessandro Petacchi (ITA)  |          |
| 3     | 11. maj | Grado til Valdobbiadene                    | 198 km   |          | Flad etape     | Alessandro Petacchi (ITA)  |          |
| 4     | 12. maj | Padua til San Martino di Castrozza         | 162 km   |          | Bjergetape     | Stefano Garzelli (ITA)     |          |
| 5     | 13. maj | San Martino di Castrozza til Alpe di Siusi | 125 km   |          | Bjergetape     | Denis Mensjov (RUS)        |          |
| 6     | 14. maj | Brixen til Mayrhofen, Østrig               | 248 km   |          | Kuperet etape  | Michele Scarponi (ITA)     |          |
| 7     | 15. maj | Innsbruck, Østrig, til Chiavenna           | 244 km   |          | Kuperet etape  | Edvald Boasson Hagen (NOR) |          |
| 8     | 16. maj | Morbegno til Bergamo                       | 209 km   |          | Kuperet etape  | Kanstantsin Siutsou (BLR)  |          |
| 9     | 17. maj | Milano-rundeløb                            | 165 km   |          | Flad etape     | Mark Cavendish (GBR)       |          |
|       | 18. maj | Hviledag                                   | Hviledag | Hviledag | Hviledag       | Hviledag                   | Hviledag |
| 10    | 19. maj | Cuneo til Pinerolo                         | 262 km   |          | Bjergetape     | Tom                        |          |
| 11    | 20. maj | Torino til Arenzano                        | 214 km   |          | Flad etape     | Mark Cavendish (GBR)       |          |
| 12    | 21. maj | Sestri Levante til Riomaggiore             | 60,6 km  |          | Enkeltstart    | Denis Mensjov (RUS)        |          |
| 13    | 22. maj | Lido di Camaiore til Firenze               | 176 km   |          | Flad etape     | Mark Cavendish (GBR)       |          |
| 14    | 23. maj | Campi Bisenzio til Bologna                 | 172 km   |          | Bjergetape     | Simon Gerrans (AUS)        |          |
| 15    | 24. maj | Forlì til Faenza                           | 161 km   |          | Kuperet etape  | Leonardo Bertagnolli (ITA) |          |
| 16    | 25. maj | Pergola til Monte Petrano                  | 237 km   |          | Bjergetape     | Carlos Sastre (ESP)        |          |
|       | 26. maj | Hviledag                                   | Hviledag | Hviledag | Hviledag       | Hviledag                   | Hviledag |
| 17    | 27. maj | Chieti til Blockhaus                       | 83 km    |          | Bjergetape     | Tom                        |          |
| 18    | 28. maj | Sulmona til Benevento                      | 182 km   |          | Flad etape     | Michele Scarponi (ITA)     |          |
| 19    | 29. maj | Avellino til Vesuv                         | 164 km   |          | Bjergetape     | Carlos Sastre (ESP)        |          |
| 20    | 30. maj | Napoli til Anagni                          | 203 km   |          | Flad etape     | Philippe Gilbert (BEL)     |          |
| 21    | 31. maj | Rom                                        | 14,4 km  |          | Enkeltstart    | Ignatas Konovalovas (LTU)  |          |
|       | I alt   | I alt                                      | 3456,5   | 3456,5   | 3456,5         | 3456,5                     | 3456,5   |

## Løbsoverblik
Giroen begyndte med en holdtidskørsel i , a sandbanke i byen Venedig. Holdenes startrækkefølge afgjordes ved lodtrækning. Team Columbia-High Road, det første hold på ruten, vandt etapen, og gav deres stjernesprinter Mark Cavendish den første maglia rosa, løbets førertrøje. Cavendish blev slået i en sprintafslutning dagen efter af italienske Alessandro Petacchi, der kørte for L.P.R. Brakes-Farnese Vini-holdet. Petacchi blev den næste til at bære den lyserøde trøje, da han vandt 3. etapes sprint i Valdobbiadene. Cavendish vandt senere tre etaper med samlet start, men Team Columbia-High Road's succes var ikke begrænset til Cavendish's sejre eller holdtidskørslen, da Edvald Boasson Hagen og Kanstantsin Siutsou også vandt en etape hver.
De første to høje bjergetaper i Giroen afslørede, hvem der kunne komme i betragtning til den samlede sejr. Danilo Di Luca fra L.P.R. Brakes-Farnese Vini vandt 4. etape og placerede sig selv bare to sekunder fra førertrøjen. Den næste dag tog han trøjen, da han blev toer efter etapevinderen Denis Mensjov på Alpe di Siusi, hvor en favoritgruppe bestående af Mensjov, Di Luca og andre, der havde klaret sig godt på stigningen og i den samlede stilling, begyndte at tegne sig.
Mensjov var femmer i det samlede klassement efter Alpe di Siusi, men var steget til andenpladsen før 12. etape, den meget lange og kuperede enkeltstart i Cinque Terre. Her tog han en overbevisende sejr; kun Levi Leipheimer sluttede inden for et minut af Mensjovs vindertid. Di Luca var næsten to minutter langsommere end Mensjov og sluttede som nummer seks på etapen, hvilket sendte ham ned på løbets andenplads, mens Mensjov tog føringen. Di Luca prøvede flere gange at sætte Mensjov i de resterende bjergetaper for at indhente den tabte tid, der aldrig var mere end et minut. De to ryttere sprintede om tidsbonusser på 16. og 17. etapes målstreg, så vel som en indlagt spurt på 20. etape. Mensjov var konsistent hurtigere end Di Luca i disse spurter, og hans overlegne enkeltstartsevner viste sig afgørende på den sidste etape, så Mensjov kunne kalde sig Giro-vinder, på trods af et dramatisk styrt på etapens sidste kilometer.
Stefano Garzelli vandt bjergkonkurrencen, idet han vandt mange point på de etaper, der sluttede på toppen af stigninger, ligesom han også modtog point efter et kort udbrud på 10. etape. Pointkonkurrencen blev vundet af Di Luca, da han sluttede i top-ti på otte af etaperne. Ungomdskonkurrencen blev vundet af Kevin Seeldraeyers, der holdt føringen efter at Thomas Lövkvist tabte næsten 25 minutter på 16. etape. Lövkvist havde blot en dag tidligere ført ungdomskonkurrencen, og tidligere også det samlede klassement.
Der opstod kontrovers omkring criterium-løbet med ti omgange i Milano på løbets 9. etape, idet rytterne valgte at protestere over hvad de så som usikre løbsforhold på denne og den foregående etape. Den oplagte årsag til protesten var Rabobank-rytteren Pedro Horrillos ulykke på 8. etape; Horrillo brækkede flere knogler og fik skader i hovedet efter at have styrtet ud over en barrikade i vejsiden da han kørte ned af Culmine di San Pietro. Horrillo faldt mere end 60 meter, og døde næsten af sine skader. Efter at have brugt fem uger på hospitaler i Italien og hans hjemland Spanien, kom Horrillo sig over sine skader, selvom dagen på Culmine di San Pietro var hans sidste som professionel cykelrytter, da han trak sig tilbage før 2010-sæsonen.
Protesten betød først, at kun criterium-løbet blev neutraliseret - altså at løbsdirektøren accepterede, at alle ryttere skulle have samme tid som vinderen, uanset hvornår de faktisk krydsede mållinjen. Efter rytterne havde kørt en omgang på banen, besluttede de i stedet slet ikke at konkurrere på etapen, og de kørte de første seks omgange 20 km/t langsommere end de tidligere etaper. Efter fire omgange stoppede de helt op, mens Di Luca talte til den oprørte tilskuermængde for at forklare situationen. Etapens resultater talte ikke, og der blev ikke kørt aggressivt indtil den afsluttende spurt. Sammen med Di Luca talte Lance Armstrong som feltets hovedtaler denne dag. Selvom protesten blev kaldt "enstemmig" af nogen, sagde nogen ryttere – blandt andet Filippo Pozzato, der selv havde skader efter et styrt der senere fik ham til at forlade løbet – at feltet havde været for hastig i sin beslutning, og at det skulle have været gjort før etapen overhovedet begyndte. Armstrong undskyldte til tilhængerne for den effekt, protesten havde på det, der skulle have været en stor begivenhed, men han pointerede også, at det var den rette beslutning for feltet.
Successen på etaperne var begrænset til få hold. Selvom der var næsten lige så mange etaper (21) som hold i løbet (22), endte kun otte hold med etapesejre. Seks forskellige ryttere vandt flere etaper – Cavendish, Petacchi, Mensjov, Di Luca, Carlos Sastre og Michele Scarponi. Sastres, Scarponis og Cavendish's holdkammerater vandt også etaper; vinderne af 14. (Simon Gerrans) og 21. etape (Ignatas Konovalovas), kom fra Sastres Cervélo TestTeam, og Scarponis holdkammerat Leonardo Bertagnolli vandt 15. etape. De eneste hold, der kun vandt én etape var Liquigas medFranco Pellizotti på 17. etape, og Silence-Lotto med klassikerspecialisten Philippe Gilbert tre dage senere på en etape, der lignede en klassiker. Pellizotti endte også som treer samlet. Med sejre til Quick Steps Seeldraeyers i ungdomskonkurrencen, Garzelli fra Acqua & Sapone i bjergkonkurrencen og Astana Pro Team i Trofeo Fast Team-rangeringn, vandt 11 hold – halvdelen af de hold, der stillede op – signifikante sejre i løbet.

### Efterspil
Omkring to måneder efter løbet, blev det 22. juli offentliggjort, at den samlede toer og vinderen af pointkonkurrencen, Di Luca, havde afgivet to positive prøver for continuous erythropoietin receptor activator (CERA, der er afledt af erythropoietin) 20. og 28. maj, før Cinque Terre-enkeltstarten og Vesus-etapen i løbets sidste uge. Han blev midlertidigt udelukket med øjeblikket virkning af Union Cycliste Internationale (UCI) Det blev annonceret 8. august, at analysen af B-prøverne fra disse kontroller bekræftede de oprindelige resultater, hvilket gjorde det sandsynligt, at Di Luca ville blive frataget nogen eller alle sine resultater fra løbet. L.P.R. Brakes-Farnese Vini fyrede ham 13. august. Di Luca fastholdt til at starte med sin uskyld, og udtalte, at laboratoriet, der havde håndteret hans prøver, konspirerede mod ham. En periode med juridisk tovtrækkeri mellem Di Luca og Italiens Olympiske Komité (CONI) fulgte. CONI anmodede deres anti-dopingsystem (TNA) om at suspendere Di Luca i tre år – mens to år er den normale udelukkelsesperiode, krævede CONI et tredje år for tilbagefald, stammende fra Di Lucas tidligere dopingskandale to år tidligere. Han blev tildelt en to-årig udelukkelse med tilbagevirkende kraft fra juli 2009, og han indikerede, at han ville appellere dommen til Court of Arbitration for Sport. I oktober 2010 fjernede CONI Di Lucas karantæne, idet han havde samarbejdet med flere igangværende doping-efterforskninger, selvom hans resultater blev fjernet fra de officielle historiebøger. Han underskrev en kontrakt med Team Katusha 10. januar 2011, og antydede, at han ville vende tilbage til Giroen i 2011 for at støtte Katusha-kaptajnen Joaquim Rodríguez.
Fem dage før starten på Giro d'Italia 2010, blev vinderen af tredjepladsen fra 2009, Pellizotti, fældet af UCI's biologiske pas på grund af unormale blodværdier. Han blev fjernet fra holdets startliste til Giroen og midlertidigt udelukket. UCI bad CONI åbne en disciplinærsag mod ham, der dog ikke fik noget resultat før 2010-sæsonen var slut. TNA rensede ham for anklagerne 21. oktober og erklærede, at han frit kunne køre cykelløb. På det tidspunkt havde Liquigas-holdet en intention om at give ham en kontrakt. I januar 2011 besluttede UCI at appellere hans sag til CAS. Høringen blev afholdt i marts, og Pellizotti bad om en hurtig afgørelse, da han havde planer om at køre for Movistar Team i Tirreno-Adriatico 2011, hvis han blev frikendt. Retten nåede en afgørelse efter fem dage, og valgte at følge UCI's appel og give Pellizotti en to-årig karantæne, samtidig med at de fratog ham alle hans resultater fra Giroen og Tour de France 2009. Efterfølgende annoncerede Pellizotti, at han ville stoppe med cykling.

## Trøjernes fordeling gennem løbet
Under Giro d'Italia 2009 blev der uddelt fire trøjer. Til det samlede klassement, der udregnes ved at lægge hver rytters sluttid på hver etape sammen, og indregne tidsbonusser til de tre første på etapen på landevejsetaperne. Den førende rytter modtog en lyserød trøje. Dette klassement anses som det vigtigste i Giroen, og vinderen erklæres vinder af Giroen.
Derudover var der en pointkonkurrence, hvor den førende rytter bar en lilla trøje. I pointkonkurrencen fik rytterne point for at slutte i top-15 på en etape. Etapesejren gav 25 point, andenpladsen 20, tredjepladsen 16, fjerdepladsen 14, femtepladsen 12, sjettepladsen 10 og derefter et point færre for hver placering til femtepladsen, der gav ét point. Derudover kunne der optjenes point i indlagte pointspurter.
Desuden var der en bjergkonkurrence, der gav den førende rytter en grøn trøje. I bjergkonkurrencen gav det point, når en rytter nåede toppen af en stigning før andre ryttere. Hver stigning var kategoriseret som en første, anden eller tredje kategori, hvor de højere kategoriserede stigninger gav flere point. Giroens højeste punkt (kaldet Cima Coppi), der i 2009 var Sestrière på 10. etape, gav flere point en de andre stigninger i første kategori.
Den fjerde trøje repræsenterede ungdomskonkurrencen, der gav en hvid trøje. Denne stilling afgjordes på samme måde som det samlede klassement, men kun ryttere førdt efter 1. januar 1984 var kvalificerede til konkurrencen.
Der var også to konkurrencer for hold. Den første var Trofeo Fast Team. I dette klassement blev de tre bedste ryttere på hvert holds tider lagt sammen; det førende hold var det hold med den laveste samlede tid. The Trofeo Super Team var en hold-pointkonkurrence, hvor de 20 bedst placerede ryttere på hver etape tjente point (20 for førstepladsen, 19 for andenpladsen og så fremdeles, indtil 20. pladsen der gav et enkelt point) til deres hold.
Rækkerne i den følgende tabel svarer til de trøjer, der blev uddelt efter etapens afslutning.
| Etape        | Vinder                  | Samlet stilling ·   | Pointkonkurrencen ·          | Bjergkonkurrencen · | Ungdomskonkurrencen · |
| ------------ | ----------------------- | ------------------- | ---------------------------- | ------------------- | --------------------- |
| 1            | Team Columbia-High Road | Mark Cavendish      | Ikke uddelt                  | Ikke uddelt         | Mark Cavendish        |
| 2            | Alessandro Petacchi     | Mark Cavendish      | Alessandro Petacchi          | David García        | Mark Cavendish        |
| 3            | Alessandro Petacchi     | Alessandro Petacchi | Alessandro Petacchi          | Mauro Facci         | Tyler Farrar          |
| 4            | Stefano Garzelli        | Thomas Lövkvist     | Alessandro Petacchi          | Danilo Di Luca      | Thomas Lövkvist       |
| 5            | Denis Mensjov           | Danilo Di Luca      | Alessandro Petacchi          | Danilo Di Luca      | Thomas Lövkvist       |
| 6            | Michele Scarponi        | Danilo Di Luca      | Danilo Di Luca               | Danilo Di Luca      | Thomas Lövkvist       |
| 7            | Edvald Boasson Hagen    | Danilo Di Luca      | Danilo Di Luca               | Danilo Di Luca      | Thomas Lövkvist       |
| 8            | Kanstantsin Siutsou     | Danilo Di Luca      | Danilo Di Luca               | Danilo Di Luca      | Thomas Lövkvist       |
| 9            | Mark Cavendish          | Danilo Di Luca      | Danilo Di Luca               | Danilo Di Luca      | Thomas Lövkvist       |
| 10           | Danilo Di Luca          | Danilo Di Luca      | Danilo Di Luca               | Stefano Garzelli    | Thomas Lövkvist       |
| 11           | Mark Cavendish          | Danilo Di Luca      | Danilo Di Luca               | Stefano Garzelli    | Thomas Lövkvist       |
| 12           | Denis Mensjov           | Denis Mensjov       | Danilo Di Luca               | Stefano Garzelli    | Thomas Lövkvist       |
| 13           | Mark Cavendish          | Denis Mensjov       | Danilo Di Luca               | Stefano Garzelli    | Thomas Lövkvist       |
| 14           | Simon Gerrans           | Denis Mensjov       | Danilo Di Luca               | Stefano Garzelli    | Thomas Lövkvist       |
| 15           | Leonardo Bertagnolli    | Denis Mensjov       | Danilo Di Luca               | Stefano Garzelli    | Thomas Lövkvist       |
| 16           | Carlos Sastre           | Denis Mensjov       | Danilo Di Luca               | Stefano Garzelli    | Kevin Seeldraeyers    |
| 17           | Franco Pellizotti       | Denis Mensjov       | Danilo Di Luca               | Stefano Garzelli    | Kevin Seeldraeyers    |
| 18           | Michele Scarponi        | Denis Mensjov       | Danilo Di Luca               | Stefano Garzelli    | Kevin Seeldraeyers    |
| 19           | Carlos Sastre           | Denis Mensjov       | Danilo Di Luca               | Stefano Garzelli    | Kevin Seeldraeyers    |
| 20           | Philippe Gilbert        | Denis Mensjov       | Danilo Di Luca               | Stefano Garzelli    | Kevin Seeldraeyers    |
| 21           | Ignatas Konovalovas     | Denis Mensjov       | Danilo Di Luca               | Stefano Garzelli    | Kevin Seeldraeyers    |
| Slutstilling | Slutstilling            | Denis Mensjov       | Danilo Di Luca Denis Mensjov | Stefano Garzelli    | Kevin Seeldraeyers    |

## Slutstillinger
| Legend           | Legend                                | Legend         | Legend                                  |
| ---------------- | ------------------------------------- | -------------- | --------------------------------------- |
| En lyserød trøje | Angiver vinderen af klassementet      | En grøn trøje  | Angiver vinderen af bjergkonkurrencen   |
| En lilla trøje   | Angiver vinderen af pointkonkurrencen | A white jersey | Angiver vinderen af ungdomskonkurrencen |

|    | Rytter                 | Hold                         | Tid      |
| -- | ---------------------- | ---------------------------- | -------- |
| 1  | Denis Mensjov (RUS)    | Rabobank                     | 86:03.11 |
| 2  | Tom                    |                              |          |
| 3  | Carlos Sastre (ESP)    | Cervélo TestTeam             | + 3.46   |
| 4  | Ivan Basso (ITA)       | Liquigas                     | + 3.59   |
| 5  | Levi Leipheimer (USA)  | Astana Pro Team              | + 5.28   |
| 6  | Stefano Garzelli (ITA) | Acqua & Sapone-Caffè Mokambo | + 8.43   |
| 7  | Michael Rogers (AUS)   | Team Columbia-High Road      | + 10.01  |
| 8  | Tadej Valjavec (SLO)   | Ag2r-La Mondiale             | + 11.13  |
| 9  | Marzio Bruseghin (ITA) | Lampre-N.G.C.                | + 11.28  |
| 10 | David Arroyo (ESP)     | Caisse d'Epargne             | + 12.50  |

|    | Rytter                  | Hold                         | Point |
| -- | ----------------------- | ---------------------------- | ----- |
| 1  | Stefano Garzelli (ITA)  | Acqua & Sapone-Caffè Mokambo | 61    |
| 2  | Tom                     |                              |       |
| 3  | Denis Mensjov (RUS)     | Rabobank                     | 41    |
| 4  | Andrij Hryvko (UKR)     | ISD                          | 40    |
| 5  | Tom                     |                              |       |
| 6  | Carlos Sastre (ESP)     | Cervélo TestTeam             | 30    |
| 7  | Michele Scarponi (ITA)  | Diquigiovanni-Androni        | 24    |
| 8  | Giovanni Visconti (ITA) | ISD                          | 24    |
| 9  | Simon Gerrans (AUS)     | Cervélo TestTeam             | 15    |
| 10 | Damiano Cunego (ITA)    | Lampre-N.G.C.                | 14    |

|    | Rytter                     | Hold                         | Point |
| -- | -------------------------- | ---------------------------- | ----- |
| 1  | Denis Mensjov (RUS)        | Rabobank                     | 144   |
| 2  | Tom                        |                              |       |
| 3  | Tom                        |                              |       |
| 4  | Stefano Garzelli (ITA)     | Acqua & Sapone-Caffè Mokambo | 133   |
| 5  | Alessandro Petacchi (ITA)  | L.P.R. Brakes-Farnese Vini   | 104   |
| 6  | Edvald Boasson Hagen (NOR) | Team Columbia-High Road      | 103   |
| 7  | Carlos Sastre (ESP)        | Cervélo TestTeam             | 86    |
| 8  | Allan Davis (AUS)          | Quick Step                   | 82    |
| 9  | Ivan Basso (ITA)           | Liquigas                     | 74    |
| 10 | Levi Leipheimer (USA)      | Astana Pro Team              | 70    |

|    | Rytter                      | Hold                         | Tid       |
| -- | --------------------------- | ---------------------------- | --------- |
| 1  | Kevin Seeldraeyers (BEL)    | Quick Step                   | 86:19.26  |
| 2  | Francesco Masciarelli (ITA) | Acqua & Sapone-Caffè Mokambo | + 2.55    |
| 3  | Francis De Greef (BEL)      | Silence-Lotto                | + 17.03   |
| 4  | Thomas Lövkvist (SWE)       | Team Columbia-High Road      | + 31.45   |
| 5  | Jackson Rodriguez (VEN)     | Diquigiovanni-Androni        | + 34.37   |
| 6  | Andrej Zejts (KAZ)          | Astana Pro Team              | + 58.41   |
| 7  | Chris Froome (GBR)          | Barloworld                   | + 59.06   |
| 8  | Marcos Garcia (ESP)         | Xacobeo-Galicia              | + 1:26.10 |
| 9  | Arnold Jeannesson (FRA)     | Caisse d'Epargne             | + 1:41.55 |
| 10 | Dario Cataldo (ITA)         | Quick Step                   | + 1:44.09 |

|    | Hold                         | Tid       |
| -- | ---------------------------- | --------- |
| 1  | Astana Pro Team              | 257:48.40 |
| 2  | Team Columbia-High Road      | + 24.15   |
| 3  | Diquigiovanni-Androni        | + 27.17   |
| 4  | Liquigas                     | + 32.21   |
| 5  | Lampre-N.G.C.                | + 58.58   |
| 6  | Caisse d'Epargne             | + 1:10.52 |
| 7  | Cervélo TestTeam             | + 1:16.23 |
| 8  | Acqua & Sapone-Caffè Mokambo | + 1:18.52 |
| 9  | Rabobank                     | + 1:51.45 |
| 10 | L.P.R. Brakes-Farnese Vini   | + 1:53.34 |

|    | Hold                         | Point |
| -- | ---------------------------- | ----- |
| 1  | Team Columbia-High Road      | 400   |
| 2  | L.P.R. Brakes-Farnese Vini   | 314   |
| 3  | Liquigas                     | 302   |
| 4  | Diquigiovanni-Androni        | 273   |
| 5  | Astana Pro Team              | 269   |
| 6  | Lampre-N.G.C.                | 262   |
| 7  | Cervélo TestTeam             | 228   |
| 8  | Acqua & Sapone-Caffè Mokambo | 228   |
| 9  | Quick Step                   | 220   |
| 10 | Rabobank                     | 199   |

### Sekundære klassementer
Ud over de primære klassementer, indeholdt Giroen også andre, mindre kendte klassementer, hvor de førende ryttere ikke modtog en speciel trøje. Disse klassementer var baseret på point optjent gennem løbets tre uger. Alle de normale etaper havde en indlagt spurt, Traguardo Volante, eller T.V. Traguardo Volante gav bonussekunder til den samlede stilling og point til pointkonkurrencen, men også point til T.V.-klassementet. Denne præmie var under tidligere udgaver af Giroen kendt som "Intergiro" og "Expo Milano 2015"-klassementet. Den blev vundet af italieneren Giovanni Visconti fra ISD.
Blandt andre præmier kan nævnes angrebskonkurrencen, der var en blanding af point opnået for placeringer ved indlagte spurter, stigninger og etapeafslutninger. Bjergkonkurrencens vinder Stefano Garzelli vandt denne kategori. Azzurri d'Italia-klassementet var baseret på den rækkefølge, rytterne kom i mål på, men der blev kun givet point til de tre bedste på hver etape. Denne konkurrence blev vundet af Danilo Di Luca, der også vandt den normale pointkonkurrence. Derudover var der Trofeo Fuga Cervelo, der blev givet til ryttere, der deltog i udbrud. Hver rytter i et udbrud, der bestod af 10 eller færre ryttere, fik et point for hver kilometer, udbruddet holdt. Quick Steps Mauro Facci vandt denne konkurrence. Holdene blev givet strafpoint for mindre tekniske overtrædelser. Silence-Lotto og Quick Step var de bedste til at undgå straffe, og de delte dermed sejren i Fair Play-klassementet.

### Verdensrangeringspoint
Giroen var en af de 24 begivenheder fordelt på sæsonen, der gav point til UCI-verdensrangeringen 2009. Der blev givet point til de tyve bedste i klassementet, og til de fem bedste på hver etape.
| Navn                    | Hold                         | Point |
| ----------------------- | ---------------------------- | ----- |
| Denis Mensjov (RUS)     | Rabobank                     | 218   |
| Danilo Di Luca (ITA)    | L.P.R. Brakes-Farnese Vini   | 186   |
| Franco Pellizotti (ITA) | Liquigas                     | 138   |
| Carlos Sastre (ESP)     | Cervélo TestTeam             | 124   |
| Ivan Basso (ITA)        | Liquigas                     | 86    |
| Stefano Garzelli (ITA)  | Acqua & Sapone-Caffè Mokambo | 85    |
| Levi Leipheimer (USA)   | Astana Pro Team              | 79    |
| Mark Cavendish (GBR)    | Team Columbia-High Road      | 56    |
| Michael Rogers (AUS)    | Team Columbia-High Road      | 54    |

| Alessandro Petacchi (ITA)   | L.P.R. Brakes-Farnese Vini   | 45 |
| Tadej Valjavec (SLO)        | Ag2r-La Mondiale             | 44 |
| Marzio Bruseghin (ITA)      | Lampre-N.G.C.                | 39 |
| Edvald Boasson Hagen (NOR)  | Team Columbia-High Road      | 36 |
| David Arroyo (ESP)          | Caisse d'Epargne             | 33 |
| Michele Scarponi (ITA)      | Diquigiovanni-Androni        | 32 |
| Kanstantsin Siutsou (BLR)   | Team Columbia-High Road      | 26 |
| Lance Armstrong (USA)       | Astana Pro Team              | 26 |
| Allan Davis (AUS)           | Quick Step                   | 22 |
| Tyler Farrar (USA)          | Garmin-Slipstream            | 22 |
| José Serpa (COL)            | Diquigiovanni-Androni        | 22 |
| Kevin Seeldraeyers (BEL)    | Quick Step                   | 18 |
| Philippe Gilbert (BEL)      | Silence-Lotto                | 16 |
| Simon Gerrans (AUS)         | Cervélo TestTeam             | 16 |
| Leonardo Bertagnolli (ITA)  | Diquigiovanni-Androni        | 16 |
| Ignatas Konovalovas (LTU)   | Cervélo TestTeam             | 16 |
| Jaroslav Popovytj (UKR)     | Astana Pro Team              | 16 |
| Robert Hunter (RSA)         | Barloworld                   | 10 |
| Thomas Voeckler (FRA)       | Bbox Bouygues Télécom        | 8  |
| Bradley Wiggins (GBR)       | Garmin-Slipstream            | 8  |
| Francesco Gavazzi (ITA)     | Lampre-N.G.C.                | 8  |
| Rubens Bertogliati (SUI)    | Diquigiovanni-Androni        | 8  |
| Janez Brajkovič (SLO)       | Astana Pro Team              | 8  |
| Félix Cárdenas (COL)        | Barloworld                   | 8  |
| Francesco Masciarelli (ITA) | Acqua & Sapone-Caffè Mokambo | 8  |
| Serge Pauwels (BEL)         | Cervélo TestTeam             | 8  |
| Lars Bak (DEN)              | Team Saxo Bank               | 6  |
| Damiano Cunego (ITA)        | Lampre-N.G.C.                | 5  |
| Thomas Lövkvist (SWE)       | Team Columbia-High Road      | 4  |
| Ben Swift (GBR)             | Team Katusha                 | 4  |
| Marco Pinotti (ITA)         | Team Columbia-High Road      | 4  |
| Pavel Brutt (RUS)           | Team Katusha                 | 4  |
| Danny Pate (USA)            | Garmin-Slipstream            | 4  |
| Matthew Goss (AUS)          | Team Saxo Bank               | 3  |
| Filippo Pozzato (ITA)       | Team Katusha                 | 2  |
| Dario Cataldo (ITA)         | Quick Step                   | 2  |
| Sébastien Hinault (FRA)     | Ag2r-La Mondiale             | 2  |
| Jevgenij Petrov (RUS)       | Team Katusha                 | 2  |
| Mauricio Soler (COL)        | Barloworld                   | 2  |
| Davide Viganò (ITA)         | Fuji-Servetto                | 2  |
| Alessandro Bertolini (ITA)  | Diquigiovanni-Androni        | 1  |
| Philip Deignan (IRE)        | Cervélo TestTeam             | 1  |
| Dmitro Hrabovskyj (UKR)     | ISD                          | 1  |
| Marco Marzano (ITA)         | Lampre-N.G.C.                | 1  |
| Gilberto Simoni (ITA)       | Diquigiovanni-Androni        | 1  |

| Rang. | Tidl. | Navn                     | Hold                         | Point |
| ----- | ----- | ------------------------ | ---------------------------- | ----- |
| 1     | —     | Denis Mensjov (RUS)      | Rabobank                     | 218   |
| 2     | 5     | Allan Davis (AUS)        | Quick Step                   | 205   |
| 3     | 1     | Heinrich Haussler (GER)  | Cervélo TestTeam             | 197   |
| 4     | 2     | Davide Rebellin (ITA)    | Diquigiovanni-Androni        | 194   |
| 5     | 3     | Alejandro Valverde (ESP) | Caisse d'Epargne             | 188   |
| 6     | 4     | Alberto Contador (ESP)   | Astana Pro Team              | 188   |
| 7     | 127   | Danilo Di Luca (ITA)     | L.P.R. Brakes-Farnese Vini   | 188   |
| 8     | 6     | Philippe Gilbert (BEL)   | Silence-Lotto                | 187   |
| 9     | 27    | Stefano Garzelli (ITA)   | Acqua & Sapone-Caffè Mokambo | 170   |
| 10    | 7     | Luis León Sánchez (ESP)  | Caisse d'Epargne             | 169   |